# Alto tradimento (film 1929)
Alto tradimento (Hochverrat) è un film del 1929 diretto da Johannes Meyer.

## Produzione
Il film fu prodotto dall'Universum Film (UFA).

## Distribuzione
Distribuito dalla Universum Film (UFA), uscì nelle sale cinematografiche tedesche il 1º novembre 1929. In Finlandia, il film fu distribuito il 3 febbraio 1930 e in Portogallo il 27 ottobre 1930.